# Gambetto di donna
Il gambetto di donna è l'apertura del gioco degli scacchi definita dalle mosse
1. d4 d5
2. c4

## Storia
Il gambetto di donna è una delle aperture più antiche che si conoscano: si sa che Lucena ne parlò in un suo scritto del 1497 ed è già nominata in un manoscritto precedente, conservato a Gottinga.
Durante il primo periodo degli scacchi moderni, le aperture di donna non erano di moda, e il gambetto non divenne popolare finché non fu giocato nel 1873 a un torneo a Vienna.
La sua popolarità crebbe molto in seguito alle teorie di Steinitz e Tarrasch sul gioco posizionale.
Il picco di popolarità si ebbe negli anni venti e trenta del XX secolo, e fu giocato in 32 su 34 partite al Campionato del mondo di scacchi del 1934. Da quella volta il giocatore nero ha usato via via più raramente le aperture simmetriche (come sarebbero 1.d4 d5 o 1.e4 e5) tendendo a preferire le difese indiane.
Il gambetto di donna è ancora giocato frequentemente e rimane parte del repertorio di molti grandi maestri: a livello di Campionato del mondo il gambetto di donna rifiutato è stato ad esempio giocato durante il Mondiale 2013, tra Magnus Carlsen e Viswanathan Anand, e in quello 2016, tra Sergej Karjakin e Magnus Carlsen, mentre il gambetto di donna accettato lo è stato nel 3º turno del femminile Knockout del 2017, tra Dronavalli Harika e Sopiko Guramishvili.

## Analisi
Con 2.c4, il Bianco minaccia di scambiare un pedone d'ala (il pedone c) con un pedone centrale (il pedone d nero) e di dominare il centro con e2-e4. Il tratto c4 non può essere considerato un vero gambetto in quanto il Nero non può pensare di mantenere il vantaggio di un pedone.
Una delle trappole in apertura è: 1.d4 d5 2.c4 dxc4 3.e3 b5? (il Nero tenta di tenere il pedone mentre dovrebbe svilupparsi con, per esempio, 3...e5!) 4.a4 c6? 5.axb5 cxb5?? 6.Df3! e il Bianco vince un pezzo sul lato di donna nero.
Il gambetto di donna è diviso in due categorie principali basate sulla risposta del Nero: il gambetto di donna accettato e il gambetto di donna rifiutato. Nel primo il Nero gioca 2…dxc4, lasciando temporaneamente il centro, nel secondo il Nero mantiene il suo pedone d5. Spesso il Nero sarà limitato nei movimenti dei suoi pezzi, e potrà svilupparsi più liberamente dopo le spinte di pedone c5 o e5.

## Continuazioni
Tecnicamente, ogni risposta del nero diversa da 2…dxc4 è considerata un gambetto di donna rifiutato, ma le difese slava, Čigorin e il controgambetto Albin sono trattate a parte. La partita ortodossa e la difesa Tarrasch sono due linee importanti.
Dopo 1.d4 d5 2.c4 si possono avere:
- 2…dxc4 (Gambetto di donna accettato)
- 2…Cc6 (Difesa Čigorin): la difesa Čigorin è inusuale, ma pur sempre giocabile per il Nero.
- 2…c5 (Difesa simmetrica): la difesa simmetrica è raramente giocata e sembra giocabile per il Bianco.
- 2…c6 (Difesa slava): la difesa slava è una risposta solida, nonostante molte sue varianti siano tattiche. Se il Nero gioca sia …c6 sia …e6 (in qualsiasi ordine), l'apertura assume le caratteristiche sia della slava sia della partita ortodossa, ed è considerata semi-slava.
- 2…e5 (controgambetto Albin): il controgambetto Albin è un tentativo del Nero di guadagnare l'iniziativa. Non è comune ad alti livelli, ma può essere pericoloso nei tornei minori.
- 2…e6 (Gambetto di donna rifiutato)
- 2…Af5 (Difesa baltica) o (Keres)
- 2…Cf6 (Difesa Marshall)

Se il Bianco decide di fianchettare l'alfiere di re, il gioco rientra nella partita catalana.
La difesa Marshall, tra quelle elencate, è la più debole per il Nero. Marshall la giocò solo per un periodo negli anni venti del Novecento prima di abbandonarla.